# HD 128974
HD 128974，又名CD-35 9702，SAO 205823、HR 5466，是一颗恒星，视星等为5.67，位于銀經326.5，銀緯21.67，其B1900.0坐标为赤經14h 34m 52.7s，赤緯-35° 21.67′ 18″。